# Rachata Somporn

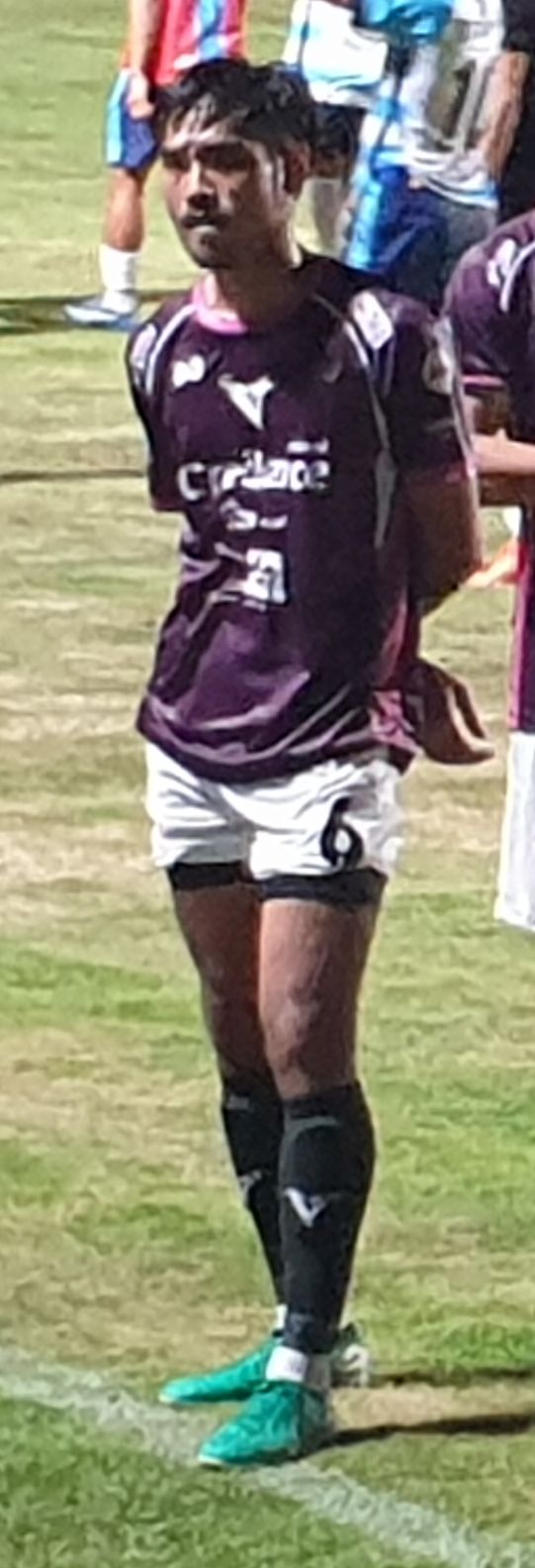

Rachata Somporn (thailändisch รชตะ สมพร, * 3. Juni 1998) ist ein thailändischer Fußballspieler.

## Karriere
Rachata Somporn erlernte das Fußballspielen in der Jugendmannschaft des Erstligisten Muangthong United. Hier unterschrieb er 2017 auch seinen ersten Vertrag. Der Verein aus Pak Kret, einem nördlichen Vorort der Hauptstadt Bangkok, spielte in der ersten Liga des Landes, der Thai League. Die Saison 2018 wurde er an den Bangkoker Drittligisten Bangkok FC ausgeliehen. 2019 kehrte er nach der Ausleihe wieder zu Muangthong zurück. Anfang 2020 wurde er für sechs Monate an den in der dritten Liga, der Thai League 3, spielenden Ayutthaya FC nach Ayutthaya ausgeliehen. Am 1. Juli 2020 wechselte er erneut auf Leihbasis zum ebenfalls in Ayutthaya beheimateten Zweitligisten Ayutthaya United FC. Sein Debüt in der zweiten Liga, der Thai League 2, gab er am 12. September 2020 im Heimspiel gegen den Chiangmai FC. Hier wurde er in der 67. Minute für Chokrangsan Sawaengsub eingewechselt. Für den Zweitligisten absolvierte er 17 Zweitligaspiele. Nach der Ausleihe kehrte er Ende Mai 2021 zu SCG zurück. Am 1. Juni 2021 unterschrieb er in Loei einen Vertrag beim Drittligisten Muang Loei United FC. Mit dem Verein aus Loei spielte er in der North/Eastern Region der dritten Liga. Am Ende der Saison wurde er mit Loei Meister der Region. In den Aufstiegsspielen zur zweiten Liga konnte man sich nicht durchsetzen. Im Juni 2022 verließ er den Verein und schloss sich dem Erstligisten Khon Kaen United FC an. Für den Verein aus Khon Kaen bestritt er sieben Ligaspiele. Im Sommer 2024 wurde sein Vertrag bei dem Erstligisten nicht verlängert. Im Juni 2024 unterschrieb er in Kanchanaburi einen Vertrag beim Zweitligisten Kanchanaburi Power FC. Am Ende der Saison 2024/25 belegte er mit dem Verein den vierten Tabellenplatz und qualifizierte sich somit für die Play-off-Spiele zur ersten Liga. Im Halbfinale konnte man sich gegen den fünftplatzierten Mahasarakham SBT FC durchsetzen. Im Finale traf man auf den Phrae United FC. Das Hinspiel im eigenen Stadion gewann man mit 3:2. Das Rückspiel endete 2:2. Kanchanaburi gewann mit insgesamt 5:4 und stieg somit in die erste Liga auf. Nach dem Aufstieg wurde sein Vertrag im Mai 2025 nicht verlängert. Für Kanchanaburi bestritt er 13 Ligaspiele. Im Juli 2025 nahm ihn der ebenfalls in der zweiten Liga spielende Chainat Hornbill FC unter Vertrag.